# 前205年12月20日日食
前205年12月20日日食為一次發生於前3世紀的日偏食，該次日食食分為0.8464。

## 文獻記錄
中國史書《漢書》記載，西漢「高帝三年十月甲戌晦，日有食之」，經後人推算，西元前205年12月20日中國時區上午11點38分，曾發生一次日偏食，在現今的陜西省西安市一帶可見食分0.60。

## 基本參數
- 類型：偏食

- 沙羅周期序號：77
- 日期：前205年12月20日（儒略曆）
- 時間：7時18分35秒 (UTC)
- 地點：北緯66.0°，東經114.4°
- 食分：0.8464